# Tourisme participatif
Le tourisme participatif est un tourisme qui fait soit participer la population d'accueil aux activités touristiques, soit participer les visiteurs à la vie locale du territoire visité. C'est une des formes du tourisme alternatif qui s'oppose lui-même au tourisme de masse.
Le tourisme participatif, dans un cadre non marchand et basé sur le libre choix de chacun, est une façon de repenser la relation entre touristes et résidents, de réinventer le sens de l'hospitalité.
Le tourisme participatif est une réponse, entre autres, à une demande d’authenticité et de vérité de la part des visiteurs. Il peut se développer partout, en bord de mer ou en milieu rural mais la tendance est de le voir progresser en milieu urbain. Il repose sur un état d’esprit : la volonté de tisser des liens entre les touristes et les habitants.

## Historique
Le tourisme de masse est une industrie soumise au diktat de rentabilité à tout prix et à court terme, générant des effets pervers sur les régions qu’il est censé mettre en valeur : il peut nuire gravement à l’environnement naturel et ne pas contribuer au développement des populations locales, dont les cultures traditionnelles sont ignorées, bouleversées voire menacées. Depuis les années 90, de nombreux voyageurs ont cherché des modes de voyages alternatifs pour minimiser ces effets négatifs et développer une certaine authenticité touristique.
Au début des années 2000, l’interactivité du Web 2.0 et la création de communautés liées à l'émergence des réseaux sociaux, ont permis de partager des expériences et d’échanger sur des préoccupations communes. Un ensemble d’initiatives locales ou internationales illustre le concept de tourisme participatif où le sens de l’hospitalité, la recherche d’authenticité et le contact humain occupent une place primordiale. De nouveaux mots ou sigles sont apparus pour désigner ces nouvelles formes de tourisme : couchsurfing, greeters, wwoofing, géocaching, repas chez l'habitant, échange d'appartement ou d'hospitalité, etc.
Certes le tourisme participatif occupe une place encore marginale sur le marché du tourisme mais il semble être une tendance de fond et donc, il tend à se développer à travers le monde y compris en France. À l’échelle d’un territoire, il peut représenter un enjeu non négligeable en matière de fréquentation touristique et de diversification de l’offre. Qui plus est, il répond réellement à des motivations clairement exprimées par des visiteurs en quête de sens et d’originalité dans l’offre de produits touristiques proposée.

## Principe et fonctionnement
Le tourisme participatif donne une autre perspective à la relation entre touristes et résidents. Selon les modalités et activités mises en œuvre, le terme de « participation » signifie que la population d’accueil prend part aux actions touristiques proposées ou que les visiteurs participent à la vie locale du territoire qu’ils viennent découvrir. La relation se fonde sur la création d’un véritable lien social entre les gens et sur un sens de l’hospitalité retrouvé. 
Le tourisme participatif revêt une dimension citoyenne et solidaire. Dans l’esprit qui anime les visiteurs, on retrouve souvent le besoin de voyager en portant un regard plus humain sur le monde et ses réalités mais aussi en s’engageant dans une consommation plus responsable et un tourisme durable . La gratuité des services rendus peut se fonder parfois sur leur réciprocité.
Le tourisme participatif a aussi vocation à mettre en valeur un territoire. En créant de nouvelles offres de découverte, il contribue à donner une image alternative de ce territoire, à la fois dynamique et authentique. Il peut avoir une incidence sur la fréquentation touristique  puisque les activités qui en découlent peuvent se décliner tout au long de l’année. C'est une façon de mettre en valeur des sites encore peu connus, parfois insolites, que seule la population locale est à même de faire découvrir différemment. Il s'est notamment développé en Amérique au travers du concept de tourisme autochtone, permettant aux peuples autochtones, présents avant la création des états modernes et des frontières, de mettre en avant leur culture et la connaissance de leur écosystème.  
Au cœur de nombreux dispositifs se trouve l’habitant , promu ambassadeur de sa ville ou de son quartier qui apporte une touche personnelle, enthousiaste voire affective à la promotion d’un territoire. Plusieurs types de structures conduisent des actions dans le domaine du tourisme participatif à l’exemple des offices de tourisme, des associations ou des agences de voyages. Mais l’activité des associations, dans ce domaine, est la plus importante.